# Raluca Băcăoanu
Raluca Băcăoanu (født 2. maj 1989 i Constanța, Rumænien) er en kvindelig rumænsk håndboldspiller som spiller for SCM Râmnicu Vâlcea og Rumæniens kvindehåndboldlandshold.